# Zelenograd
Zelenograd (rusky Зеленогра́д česky doslovně Zelené město) je část Moskvy, nacházející se severozápadním směrem 37 km od jejího metropolitního území; jedná se o exklávu metropole v Moskevské oblasti. Je domovem 215 000 obyvatel.
Zelenograd byl založen roku 1958 jako odpověď na americké Silicon Valley. Nové město vzniklo podle přesně definovaného urbanistického plánu Jednalo se o centrum elektrotechnického průmyslu a dalších podobných odvětví v celém bývalém Sovětském svazu, v dnešním Rusku má však v těchto oborech stále nezapomenutelnou roli. Do roku 1991 se jednalo o uzavřené město (vstup či vjezd do něj byl možný pouze s povolenkou).